# Атабай Атаєв
Атабай (Атабі) Атаєв (чеч. Ати Атаби) — чеченський полководець, один з найбільш наближених наїбів імама Шаміля, мудир (маршал) Північно-Кавказького імамату, учасник Кавказької війни.

## Кавказька війна
12 грудня 1845 року був призначений наїбом Гехінського округу (Мала Чечня). З серпня 1846 протягом кількох років він був мудиром Малої Чечні. У квітні 1846 на посаді наїба Атабай брав участь у підготовці походу імама Шаміля в Кабарду. До 1860 року переховувався у лісах поблизу села Харсеной. У 1860 з Байсангуром підняв нове повстання в Чечні.